# ねえ、honey知らないの?
『ねぇ、honey知らないの?』（ねえ、ハニーしらないの?、Don't you know it, honey?）は、ひうらさとるによる日本の漫画作品。
『Kiss』（講談社）にて1999年から2002年にかけて全12話が連載された。単行本は全1巻。

## あらすじ
26歳で恋愛初心者の予備校教師・蜜と、17歳だけれど経験豊富な泉の恋の物語。

## 登場人物
金子 蜜（かねこ みつ）
26歳。予備校の英語教師。地味で太めの体型でモテないことを自覚し、モテようという努力もしないまま、彼氏いない歴＝年齢を続けていた処女だったが、大河知に一目惚れし、心身ともに変わることを決意。ダイエットし、ルームメイトたちのアドバイスで前向きになり、自分が勤める予備校に申し込んできた泉に経験豊富な大人の女性を装って、交際を持ちかけ、付き合い始める。
大河知 泉（おおこうち いずみ）
17歳の高校生。懸命にダイエットに励む蜜に一目惚れし、少しでも近付くために、進学校の優等生を装って、蜜が勤める予備校に入り付き合い始める。実際は落ちこぼれ校として有名な工業高校の生徒だが、予備校の模試では成績上位だった。非常に整った顔立ちをしており、上級生からも下級生からもモテる。恋愛初心者の蜜の言動を気に入っている。

## 書誌情報
- ひうらさとる『ねえ、honey知らないの?』 講談社〈講談社コミックスKiss〉

1. 2000年7月11日発売、ISBN 978-4-06-325891-2
2. 2001年7月11日発売、ISBN 978-4-06-325944-5

新装版
- ひうらさとる 『ねえ、honey知らないの?』 講談社〈KCデラックス〉 2007年7月13日発売、ISBN 978-4-06-372318-2